# Ulrico II de Celje
Ulrico II (en esloveno: Ulrik Celjski, en húngaro: Cillei Ulrik, 1406 - 9 de noviembre de 1456) fue un noble húngaro de origen esloveno, conde de Celje.

## Biografía
Ulrico era hijo de Federico II de Celje, uno de los primeros miembros de la Orden del Dragón, fundada por el rey Segismundo de Hungría, y Elizabeth Frankopan. Era sobrino de la reina consorte de Hungría Bárbara de Celje, esposa del rey Segismundo de Hungría (posteriormente también rey de Bohemia y emperador germánico). 
Poco se sabe de la juventud de Ulrico. En el año 1430 realizó una visita a la corte aragonesa en Segorbe, donde fue recibido por Alfonso V de Aragón con grandes fiestas, y donde permaneció veinte días. El rey le concedió la Orden de la Jarra el 21 de marzo de 1430, y después inició una peregrinación a Santiago. El mismo año también visitó el reino nazarí de Granada, y un año más tarde llegó a la corte de Juan II de Castilla, quien después de comer con él, pretendió hacerle diversos regalos, que rechazó, aunque pidió al monarca que le concediese el collar de oro de la Orden de la Escama, a lo que Juan II accedió.
En 1432 se casó con Catalina Cantakuzina, hija de Đurađ Branković, déspota de Serbia. Su influencia en los asuntos del Reino de Hungría y del Sacro Imperio Romano Germánico pronto opacó a la de su padre, junto con quien en 1436 fue nombrado príncipe del Imperio por el rey Segismundo de Hungría, quien también había heredado el trono del emperador germánico.
Tras la muerte de Segismundo en 1437, su yerno ascendió al trono, siendo coronado como Alberto de Hungría. Al año siguiente obtuvo la corona checa, tras lo cual nombró a Ulrico regente de Bohemia, mientras que él permanecía en su corte en Hungría. En 1439 murió el rey Alberto, tras lo cual Ulrico apoyó a su esposa Isabel de Luxemburgo (hija del fallecido Segismundo), quien dio a luz a un hijo varón, Ladislao el Póstumo, al poco tiempo después del entierro del rey. Previamente al nacimiento de Ladislao, Ulrico le había aconsejado a la reina viuda que hiciese hurtar la Santa Corona Húngara del palacio de Visegrado, misión que llevó a cabo Helena Kottanner, una dama de compañía de la reina viuda. Al poco tiempo de dar a luz, la ceremonia de coronación se llevó a cabo, nombrando al recién nacido Ladislao V de Hungría. Fue el propio Ulrico quien sostuvo la corona sobre la cabeza del nuevo rey y juró ser su protector y defensor. 
Sin embargo, casi al mismo tiempo estalló una guerra civil en el reino, entre los que se oponían y los que aprobaban dicha coronación. Ante esto, Isabel, su hijo y Ulrico huyeron hacia el Imperio Germánico, donde gobernaba Federico III de Habsburgo, el cual les ofreció protección (la reina viuda húngara se había llevado consigo la Santa Corona Húngara). El joven rey de Polonia fue traído a suelo húngaro y coronado con una joya provisional como Vladislao I de Hungría. El noble militar Juan Hunyadi, uno de los personajes más influyentes del reino, apoyó a Vladislao, y con él libró varias batallas contra los turcos otomanos que habían invadido el reino húngaro.
En 1443, tras la muerte del gobernante Tvrko II, Ulrico manifestó sus pretensiones al trono de Bosnia, pero este nunca lo alcanzó, puesto que Juan Hunyadi actuó para evitarlo. Esto se debía a que Hunyadi no deseaba ver a un noble tan poderoso en el trono de un Estado vecino bajo influencia húngara. Así, a partir de este momento comenzó la enemistad entre Ulrico y los Hunyadi, desencadenando posteriormente numerosas pugnas personales.

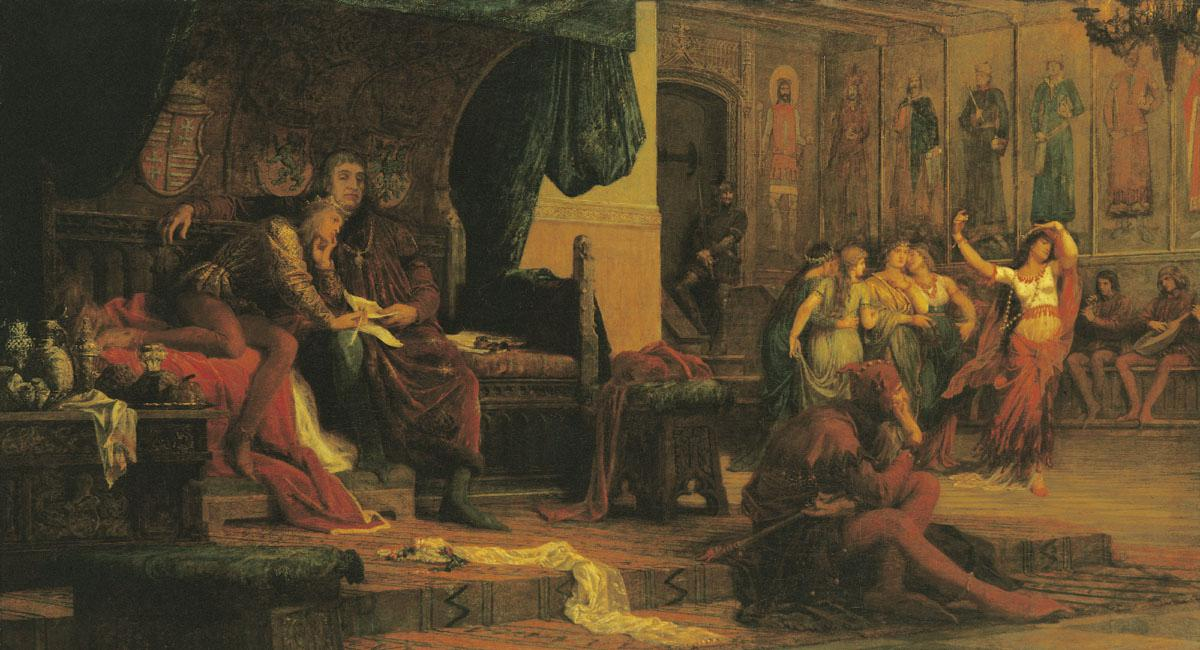
Ladislao V y Ulrico de Celje. Obra del pintor húngaro Bertalan Székely

En 1444 se produjo la batalla de Varna, en donde el ejército húngaro se enfrentó a los turcos, y tras sufrir una derrota los primeros, el propio rey Vladislao I murió en combate. Ahora el trono húngaro era ocupado exclusivamente por el pequeño Ladislao V, quien fue traído desde el imperio germánico a Hungría y Juan Hunyadi fue nombrado regente del reino para que gobernase en su nombre. Sin embargo, en 1452 Ulrico obtuvo la tutoría de Ladislao V, acercándose peligrosamente al poder. A pesar de que se firmaron repetidas paces, Ulrico siguió actuando en contra de la familia Hunyadi. En 1456 murió enfermo Juan Hunyadi luego de obtener una gran victoria sobre los turcos en la ciudad de Belgrado, y de inmediato Ulrico fue nombrado regente del reino, tras lo cual reiteró que no actuaría contra la familia Hunyadi, pero continuó conspirando en secreto.
Celebrada la asamblea donde fue nombrado regente, Ulrico y el joven rey Ladislao V viajaron a Belgrado para encontrarse con Ladislao Hunyadi, el hijo mayor del fallecido Juan Hunyadi, quien deseaba clarificar la situación de su familia ante las nuevas circunstancias. Luego de que el rey y su regente entraron en la ciudad con su guardia personal, las puertas se cerraron dejando fuera de las murallas al ejército que los escoltaba. Tras una breve discusión verbal Ulrico fue asesinado frente al joven rey, y se le hizo jurar al monarca que no tomaría acciones contra Ladislao Hunyadi. Sin embargo, cuando el rey regresó a su corte y se rodeó de su gente de confianza, hizo arrestar y ejecutar a Ladislao Hunyadi para vengar la muerte de Ulrico.
Al poco tiempo murió también Ladislao V, y después de varias negociaciones, irónicamente el hermano menor de Ladislao Hunyadi, Matías Corvino, fue llevado a Hungría y coronado como rey.